# 小笠原長徳
小笠原 長徳（おがさわら ながのり）は、戦国時代の武将。石見国邑智郡河本郷（現在の島根県邑智郡川本町）の川本温湯城を本拠地とする国人・石見小笠原氏の第13代当主。

## 生涯
石見小笠原氏第12代当主・小笠原長隆の長男として生まれる。
長徳は、父・長隆と共に、周囲の国人である佐波氏や福屋氏と争い、石見大森銀山を巡って大内氏や尼子氏とも戦いを繰り広げた。天文11年（1542年）4月4日に父が死去し、その後を継ぐが、長隆と長徳の代に石見小笠原氏の所領は邑智郡、邇摩郡、安濃郡の三郡にまたがり、石見国東部で最大のものとなった。また、石見大森銀山の経営にも重要な役割を持つなど、石見小笠原氏の隆盛期を迎えた。
長隆の死の直前の天文11年（1542年）3月、大内義隆が自ら大軍を率いて山口を進発し、尼子晴久の出雲国へ攻め入った（第一次月山富田城の戦い）。この出雲遠征において石見国では益田藤兼、福屋隆兼、出羽祐盛、佐波隆秀、本城常光、吉川経安、久利清六らが大内義隆に味方し、石見小笠原氏も大内氏へ味方した。長徳は嫡男の長雄を大内義隆の下に派遣し、自らは同年7月に尼子氏が押さえていた石見大森銀山を攻撃。尼子方の将兵を追い払って山吹城へ入城した。
しかし、天文12年（1543年）4月に吉川興経、三刀屋久扶、三沢為清、本城常光、山内隆通らが尼子方へ寝返ったため大内義隆は撤退。尼子晴久は激しく追撃し、大内軍の殿を務めた毛利元就の軍などに甚大な被害を与えた。勢いに乗った晴久は7月に大軍を率いて石見国に侵入し、久利清六や佐波隆秀らを攻撃した。最終的に石見大森銀山を再び奪取して出雲国へ帰国する。
天文15年（1546年）6月17日、長雄と共に甘南備寺の寺領を安堵する。
天文16年（1547年）8月21日に死去。嫡男の長雄が後を継いだ。